# 布拉东河畔米利 (默兹省)
布拉东河畔米利（法語：Milly-sur-Bradon）是法国默兹省的一个市镇，属于凡尔登区（Verdun）默斯河畔丹县（Dun-sur-Meuse）。该市镇总面积10.4平方公里，2009年时的人口为175人。

## 人口
布拉东河畔米利人口变化图示